# Siemens-Schuckertwerke
Die Siemens-Schuckertwerke (SSW), kurz auch Siemens-Schuckert, waren ein deutsches Unternehmen der Elektroindustrie mit Produktionsstandorten in Berlin, Erlangen und Nürnberg, später auch München. Sie wurden 1903 in der Rechtsform einer Gesellschaft mit beschränkter Haftung gegründet und 1927 in eine Aktiengesellschaft umgewandelt. Am 1. Oktober 1966 gingen die SSW in der neu gegründeten Siemens AG auf. Die für Österreich-Ungarn zuständige Tochtergesellschaft waren die Österreichischen Siemens-Schuckert-Werke (ÖSSW).

## Geschichte

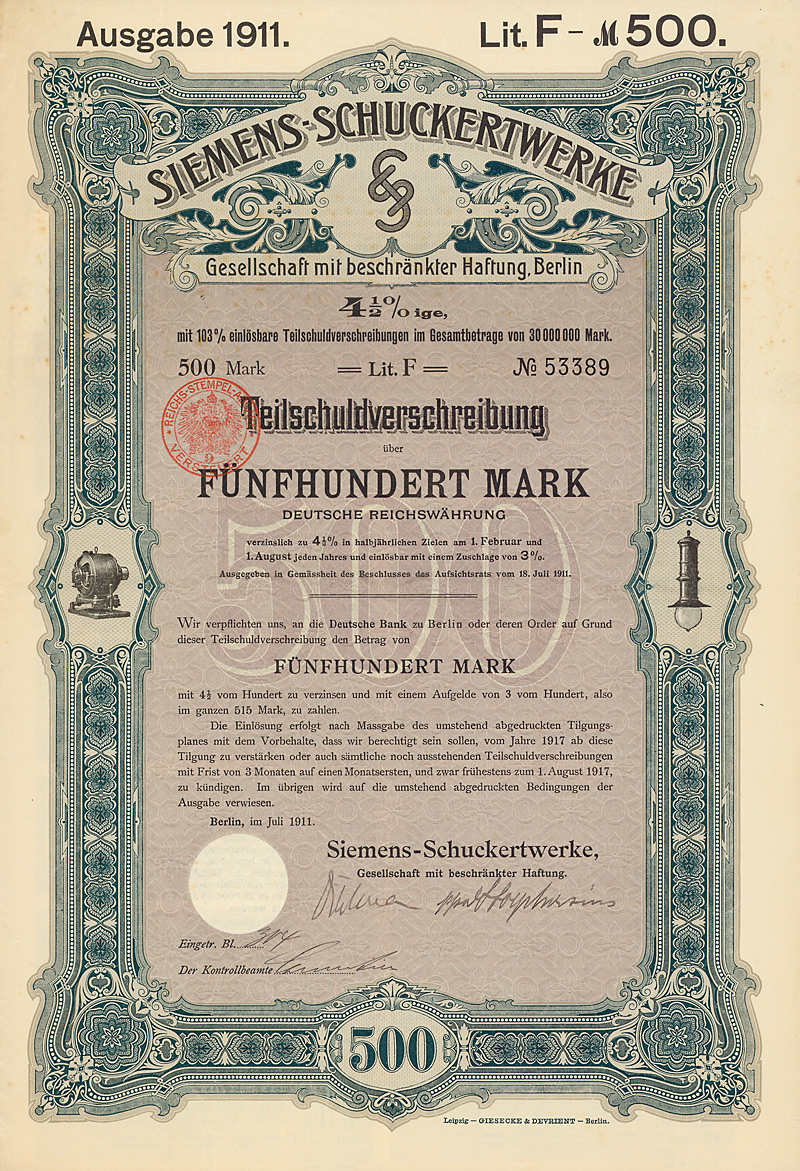
Teilschuldverschreibung über 500 Mark der Siemens-Schuckertwerke GmbH vom Juli 1911

Bei der Vereinigung der Starkstromabteilungen von Siemens & Halske und der Elektrizitäts-Aktiengesellschaft vormals Schuckert & Co. (EAG) entstand am 1. April 1903 die Siemens-Schuckertwerke GmbH, deren Mehrheitsgesellschafterin die Siemens & Halske AG war. Erster SSW-Geschäftsführer war bis 1912 Alfred Berliner.
Der Direktor der Tochtergesellschaft Österreichische Siemens-Schuckert-Werke, der Ingenieur Ferdinand Neureiter senior, wurde 1918 durch Kaiser Karl I. in den erblichen Adelsstand erhoben.
Die Siemens-Schuckertwerke GmbH war in den 1920er Jahren maßgeblich an einem Großprojekt der irischen Regierung, dem Shannon Power Development, beteiligt. Viele Spezialisten waren Mitarbeiter der SSW, zum Beispiel der Chefkonstrukteur für das Laufkraftwerk The Shannon Scheme, Thomas McLaughlin, später Leiter der staatlichen Irischen Elektrizitätsgesellschaft ESB. Auch das technische Know-how und die Ausrüstung (Turbinensätze) wurden von SSW geliefert.
Während des Zweiten Weltkriegs wurde in den Werken in Nürnberg u. a. Munition für die Kriegsführung hergestellt. Häftlinge des KZ Flossenbürg mussten im KZ-Außenlager Nürnberg in den Siemens-Schuckertwerken arbeiten. Auch in Neustadt b. Coburg und in Berlin mussten Zwangsarbeiter und KZ-Häftlinge in den dortigen Werken arbeiten.
Nach dem Zweiten Weltkrieg wurde wegen der unsicheren Zukunft des Standorts Berlin, verstärkt durch die Mitte 1948 begonnene Berlin-Blockade, der Verwaltungs- bzw. Hauptsitz zum 1. April 1949 nach Erlangen verlegt. Gleichzeitig wurde München Sitz der Siemens & Halske AG, Berlin blieb jedoch zweiter Sitz beider Unternehmen. Ernst von Siemens veranlasste 1966 die Fusion der Siemens-Schuckertwerke AG mit der Siemens & Halske AG und der Siemens-Reiniger-Werke AG zur heutigen Siemens AG.

## Verwaltungsbauten und -sitze
Im Osten von Spandau entstand der Stadtteil Siemensstadt mit der Siemens-Hauptverwaltung im klassizistischen Stil.
Für weitere Filialen im gesamten Deutschen Reich entstanden ebenfalls Verwaltungsbauten, beispielsweise in Olmütz.
In Erlangen bezog das Unternehmen 1953 ein Verwaltungsgebäude, das nach Plänen und unter der Leitung des Architekten Hans Hertlein entstanden war. Wegen seiner hellroten Fassade hieß er im Volksmund schnell Himbeerpalast. Am Standort Nürnberg nutzte das Unternehmen das Sigmund-Schuckert-Haus im Stadtteil Tafelhof.

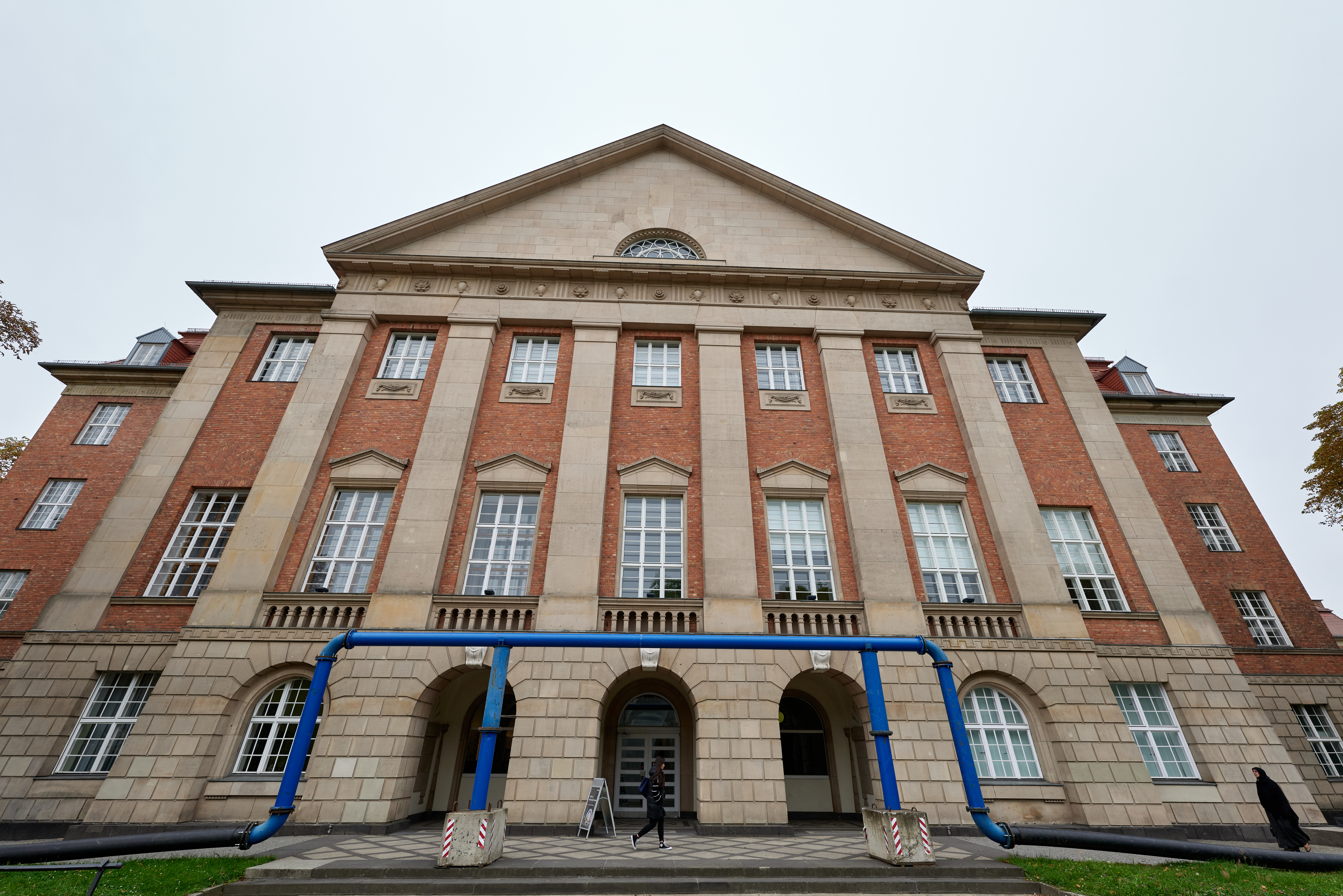
Berlin, Rohrdamm
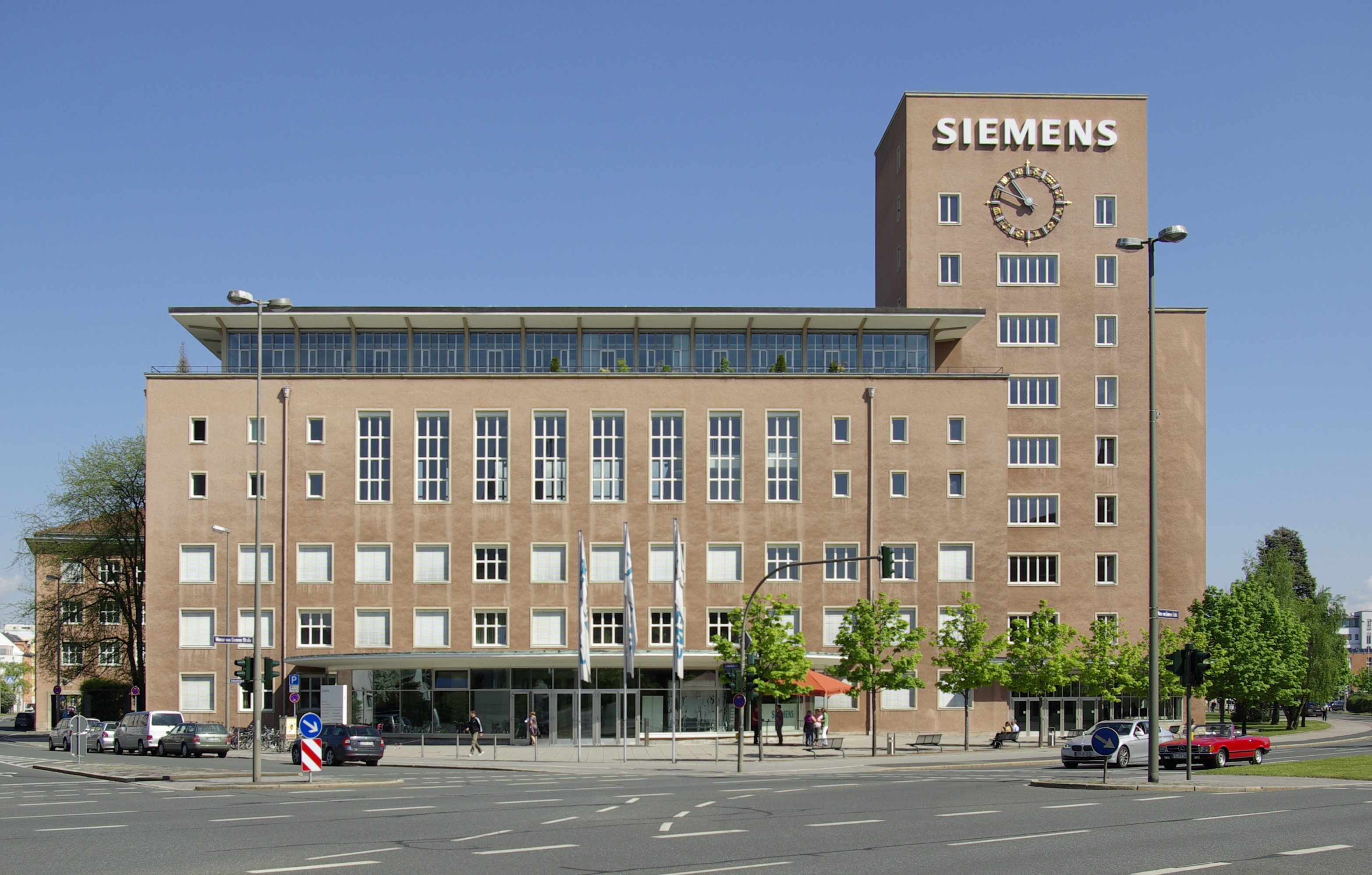
Himbeerpalast, Erlangen
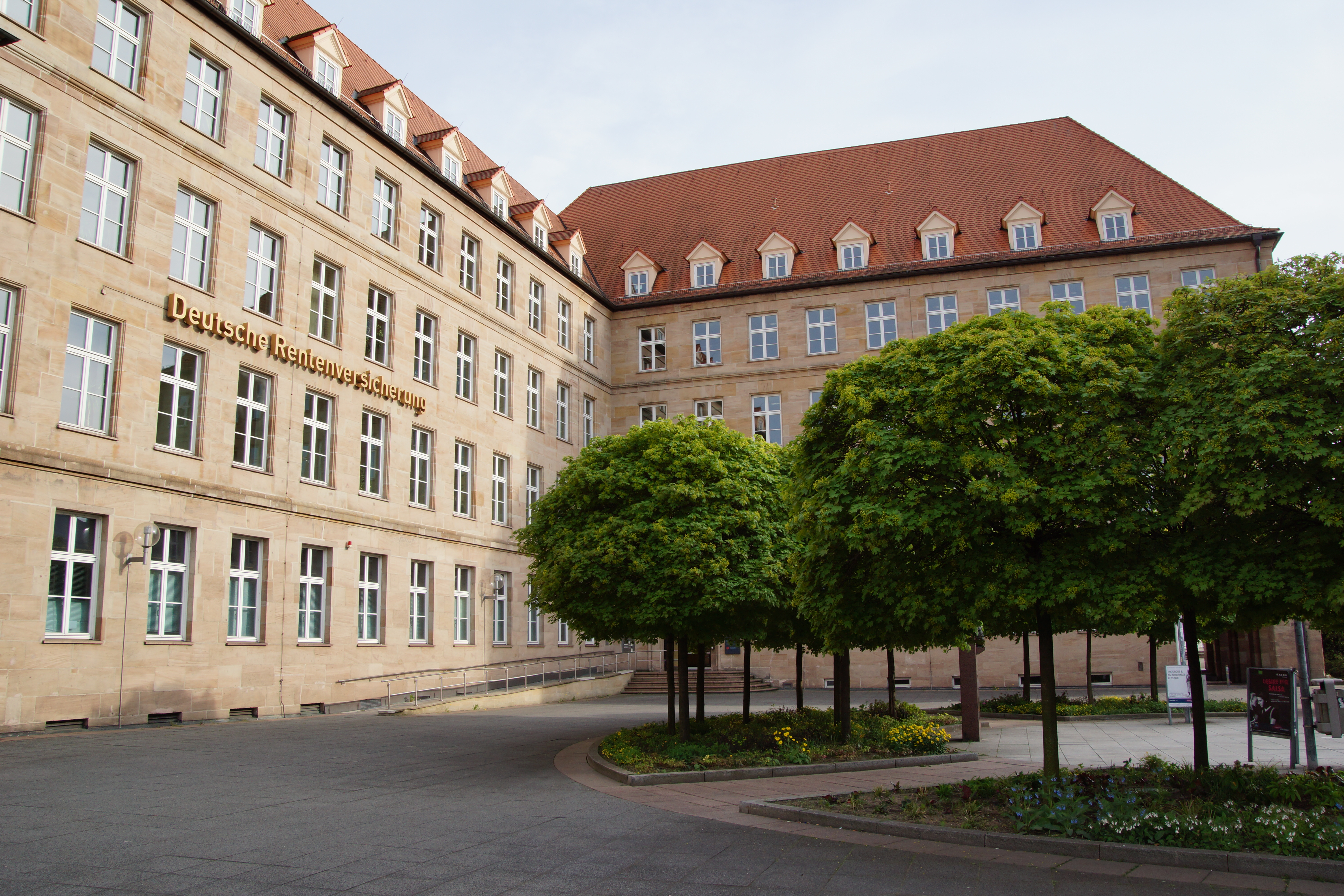
Sigmund-Schuckert-Haus, Nürnberg

## Automobilherstellung

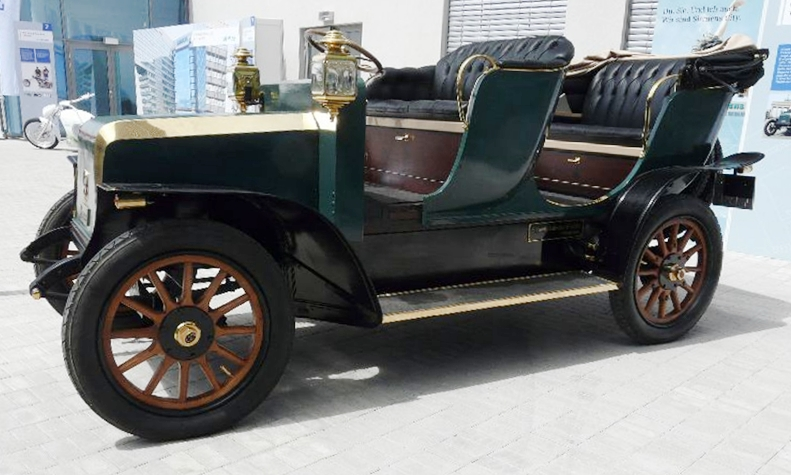
Elektrische Viktoria von 1905 (Nachbau 2010)

Von 1906 bis 1910 stellte das Unternehmen auch Automobile her, vornehmlich Elektroautos wie die Elektrische Viktoria. Der Typ B (1906–1908) war ein viersitziger Wagen, der als Victoria, Limousine oder Landaulet erhältlich war. Sein Elektromotor war unter dem Wagenboden montiert und gab 4,8 kW bei 600–1.200 min−1 ab. Dort, wo bei anderen Automobilen der Verbrennungsmotor saß, war beim Typ B die Batterie eingebaut, sie bestand aus 44 Zellen (= 88 V) und speicherte 145 Ah. Das reichte für 80 km Fahrstrecke. Daneben gab es noch Fahrzeuge mit benzin-elektrischem Antrieb oder reinen Ottomotoren. Ein 6/10-PS-Wagen wurde komplett vom Automobilwerk Wilhelm Körting zugekauft und mit eigenen Emblemen versehen.
1908 übernahm die Siemens-Schuckertwerke GmbH den Automobilhersteller Protos. Seitdem führten nur noch die Elektrofahrzeuge die Marke Siemens-Schuckert. Sie wurden noch bis 1910 gebaut, vornehmlich als Berliner Taxis.
Im Jahr 2010 stellte Siemens einen Nachbau des Typ B vor, der lediglich unter Verwendung von Betriebsanleitungen und Fotos entstand, da keine Konstruktionszeichnungen mehr vorlagen.

## Luftfahrzeuge
Im Ersten Weltkrieg produzierte Siemens-Schuckert diverse Luftfahrzeuge:

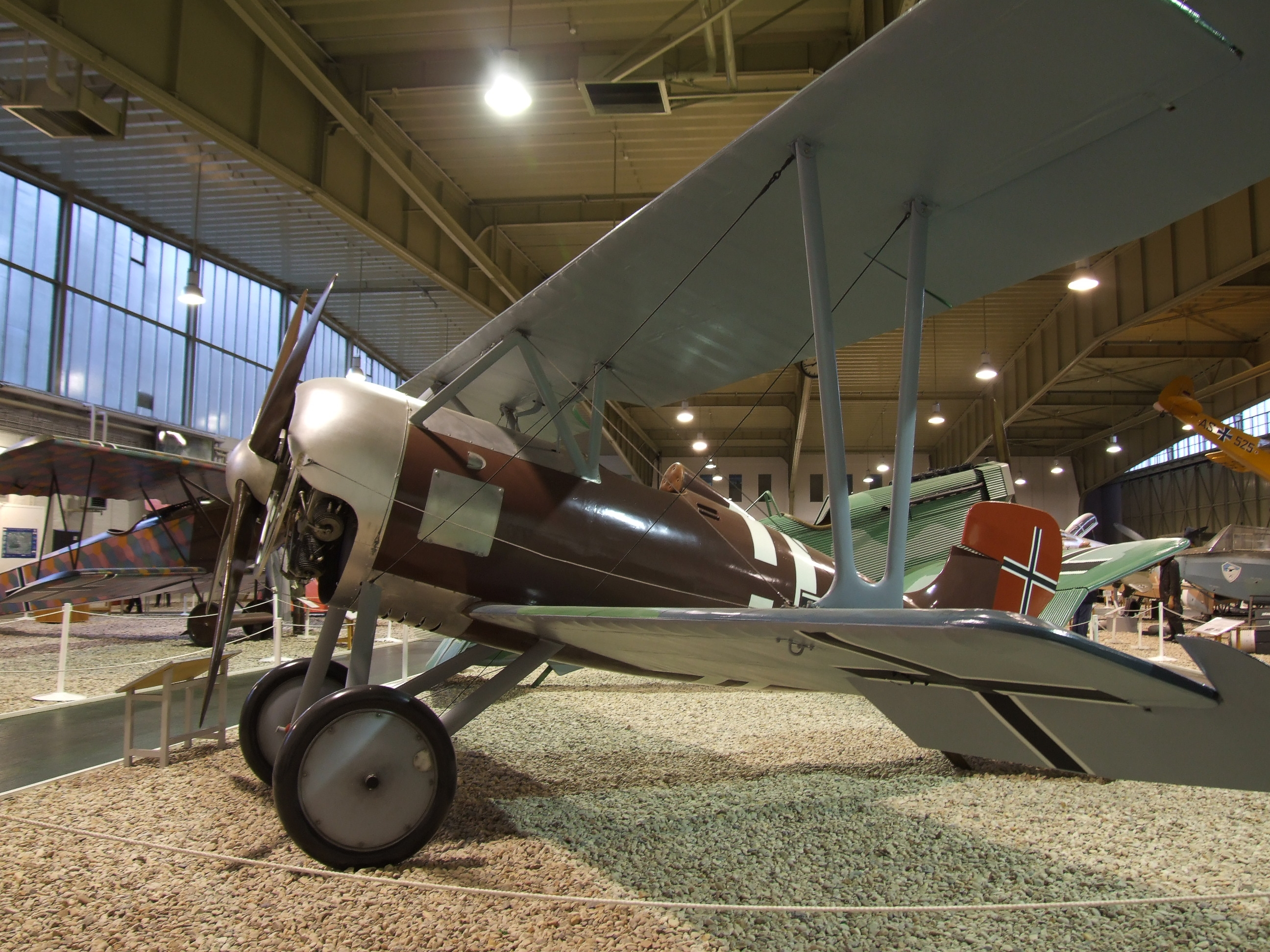
Jagdflugzeug Siemens-Schuckert D.III (Replikat)
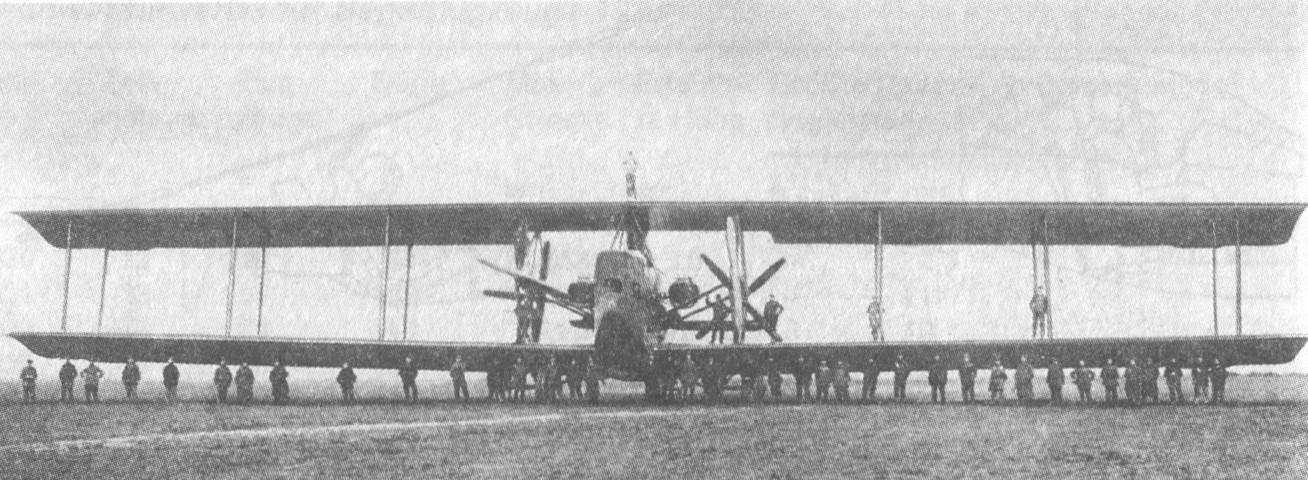
Siemens-Schuckert R.VIII
Siemens-Schuckert I

## Eisenbahn
Die Siemens-Schuckertwerke GmbH entwickelte sich zu einem bedeutenden Hersteller von Ausrüstungen für den elektrischen Bahnbetrieb, sowohl Kraftwerkseinrichtungen als auch Fahrleitungsanlagen und die elektrische Ausrüstung von Triebfahrzeugen für Eisenbahn- und Straßenbahnbetriebe. Im Gegensatz zum Mitbewerber AEG, mit dem SSW in den 1920er und 1930er Jahren die Liefergemeinschaft WASSEG bildete, übernahm SSW jedoch nicht zusätzlich die Fertigung der mechanischen bzw. Fahrzeugteile.

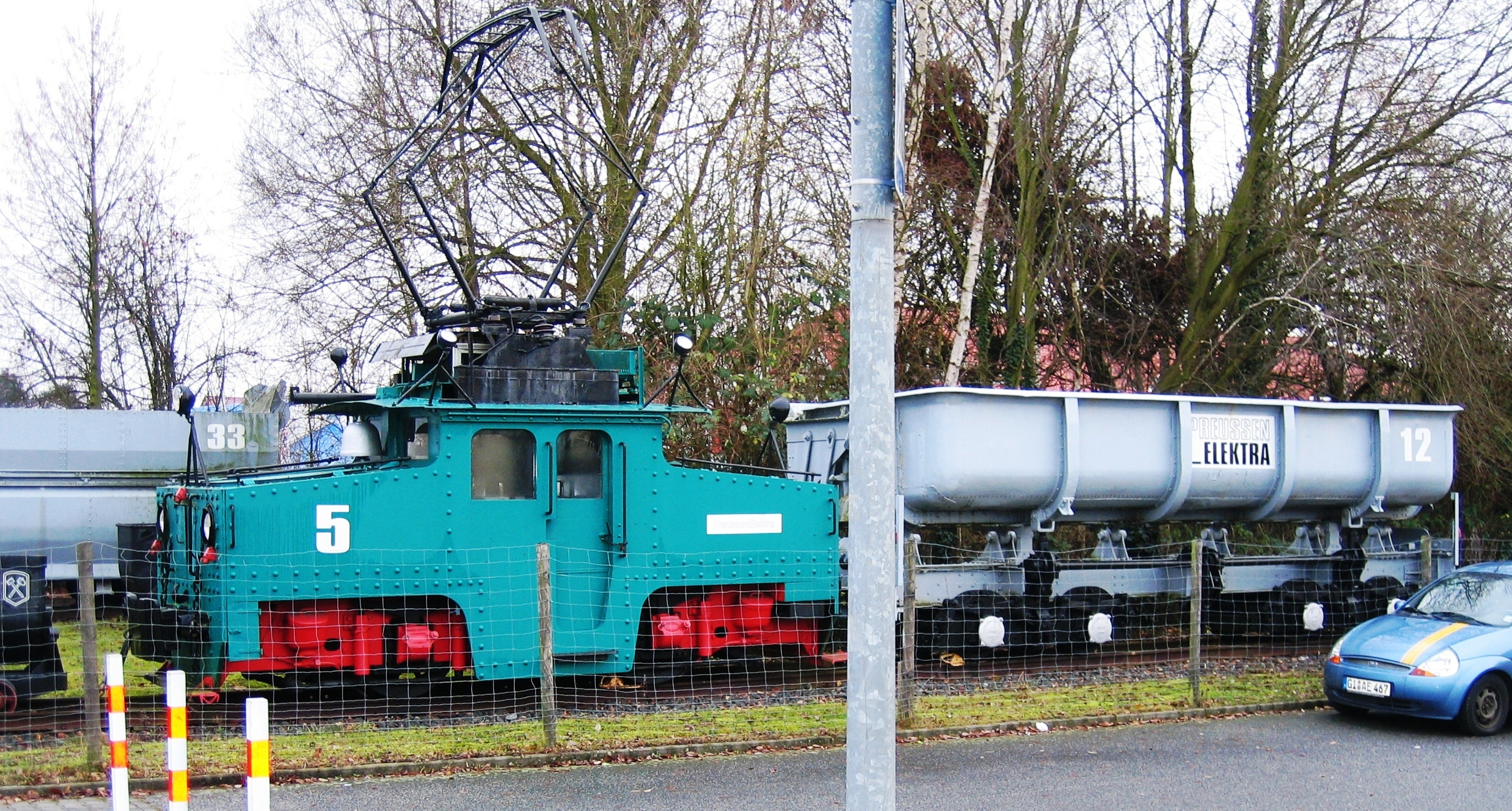
Aschezug in Wölfersheim
Typenschild aus Messing der Siemens-Schuckert-Werksbahn, um 1934
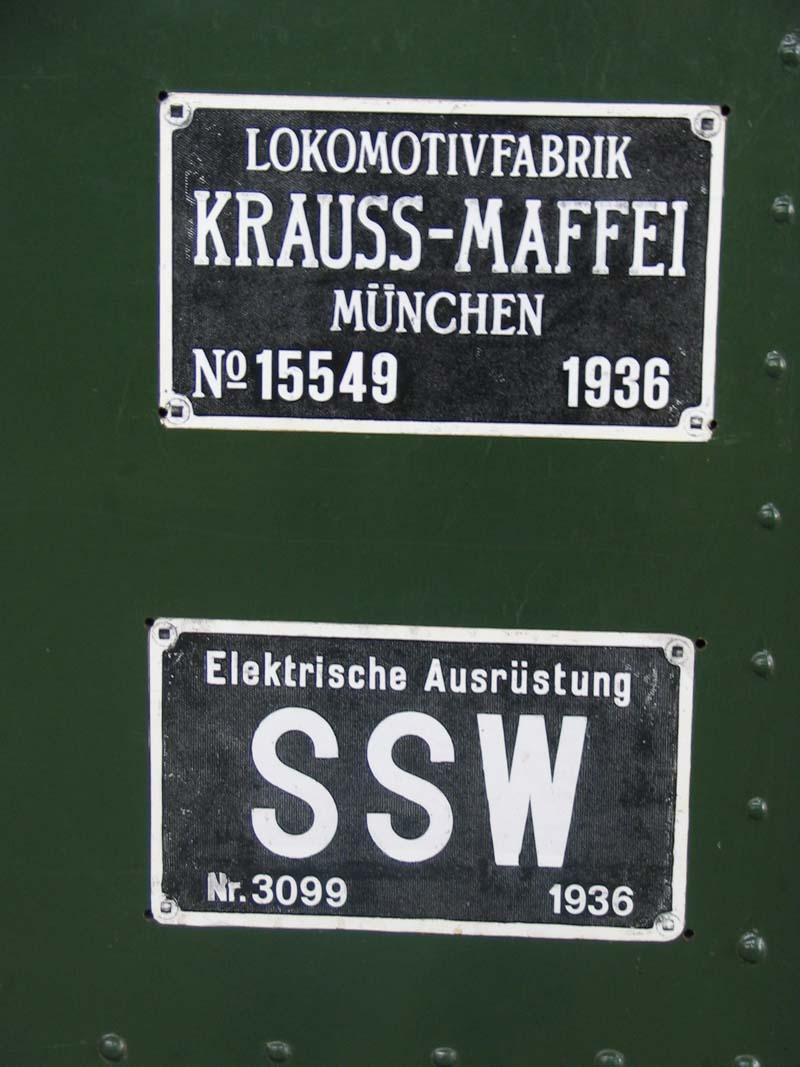
Fabrikschilder der Elektrolokomotive E 44 046

## Sonstige Erzeugnisse

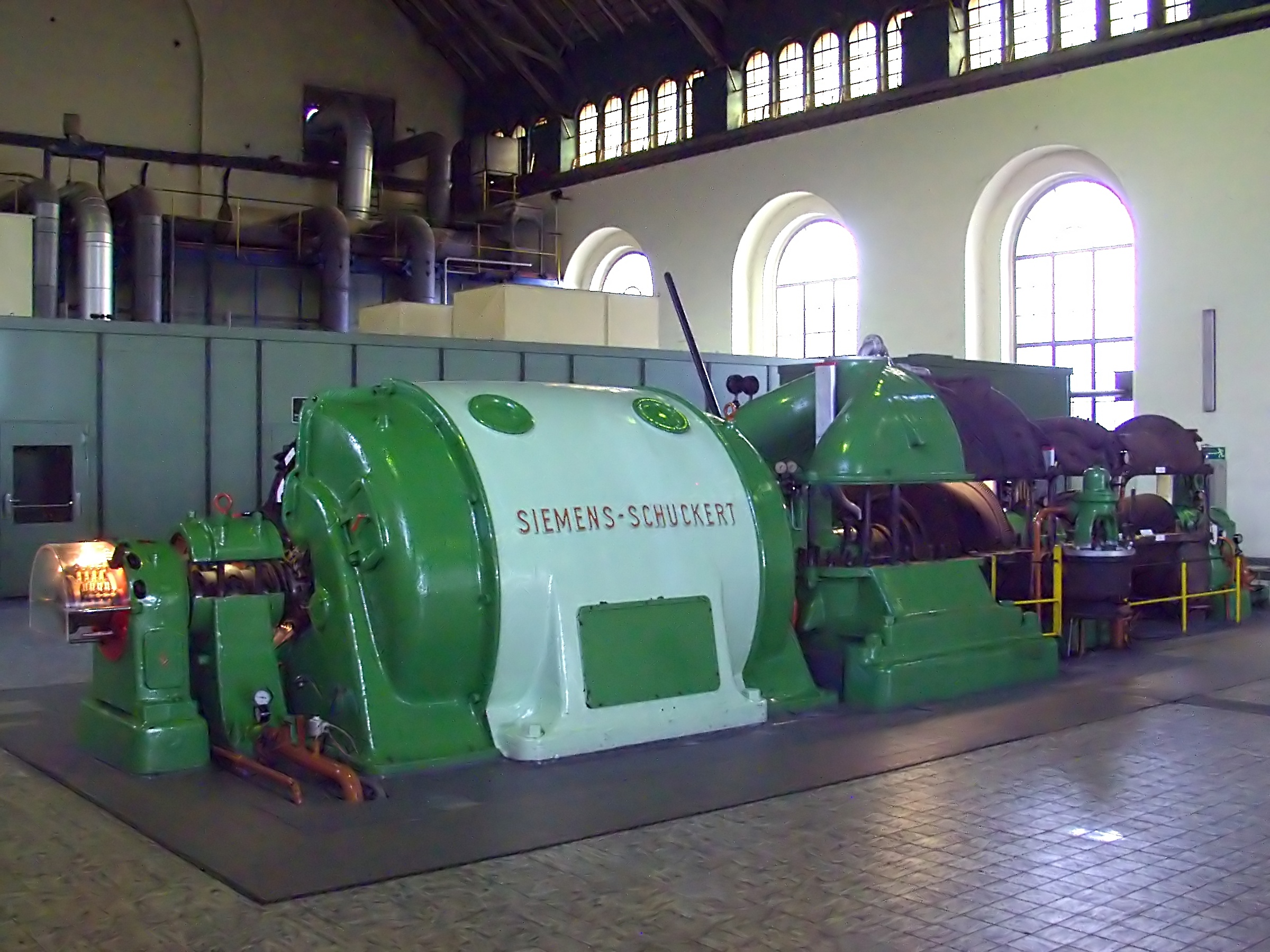
Dampfturbine mit Generator im (heutigen) RheinEnergie-Heizkraftwerk Süd in Köln
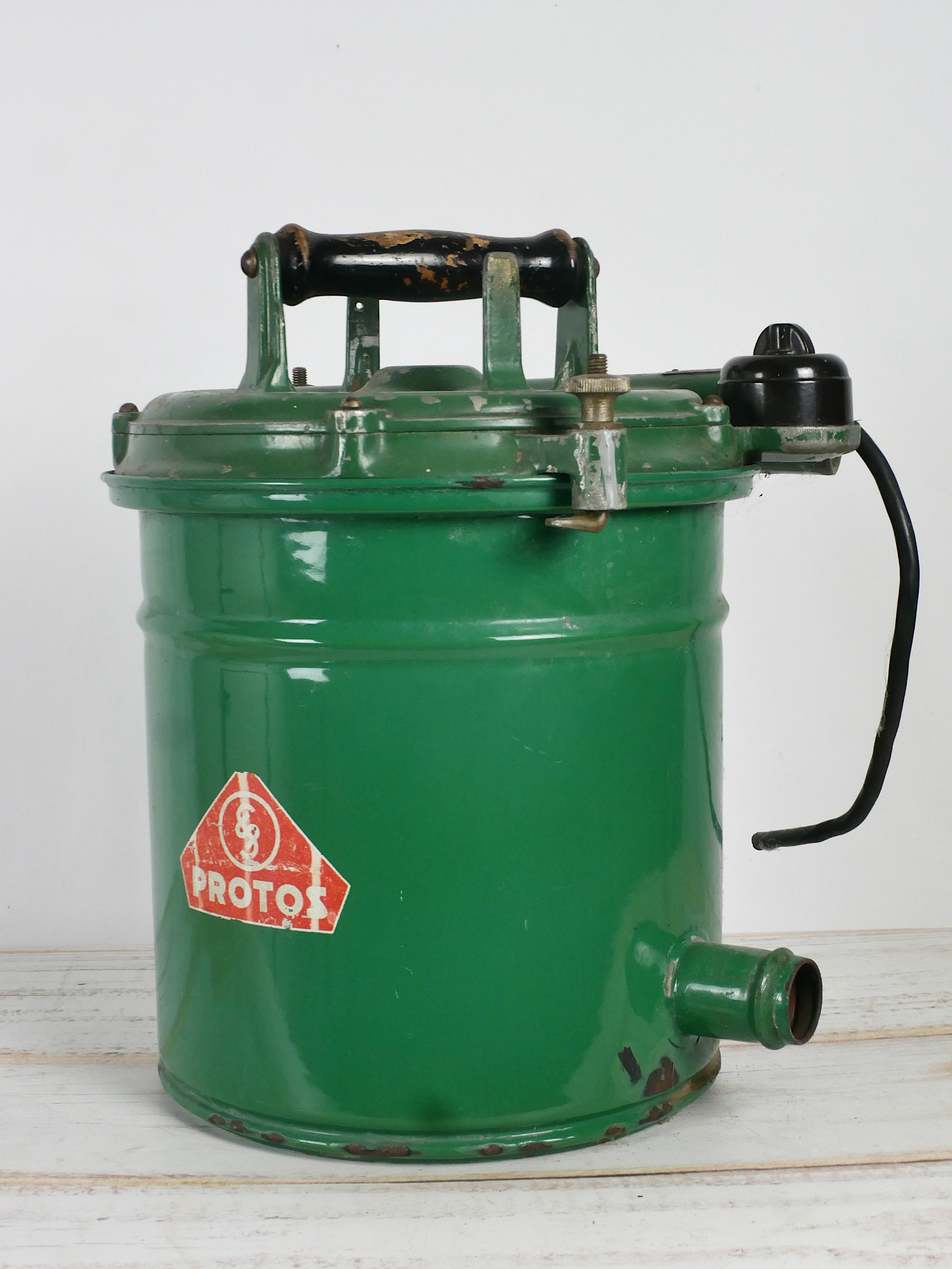
Kesselsauger
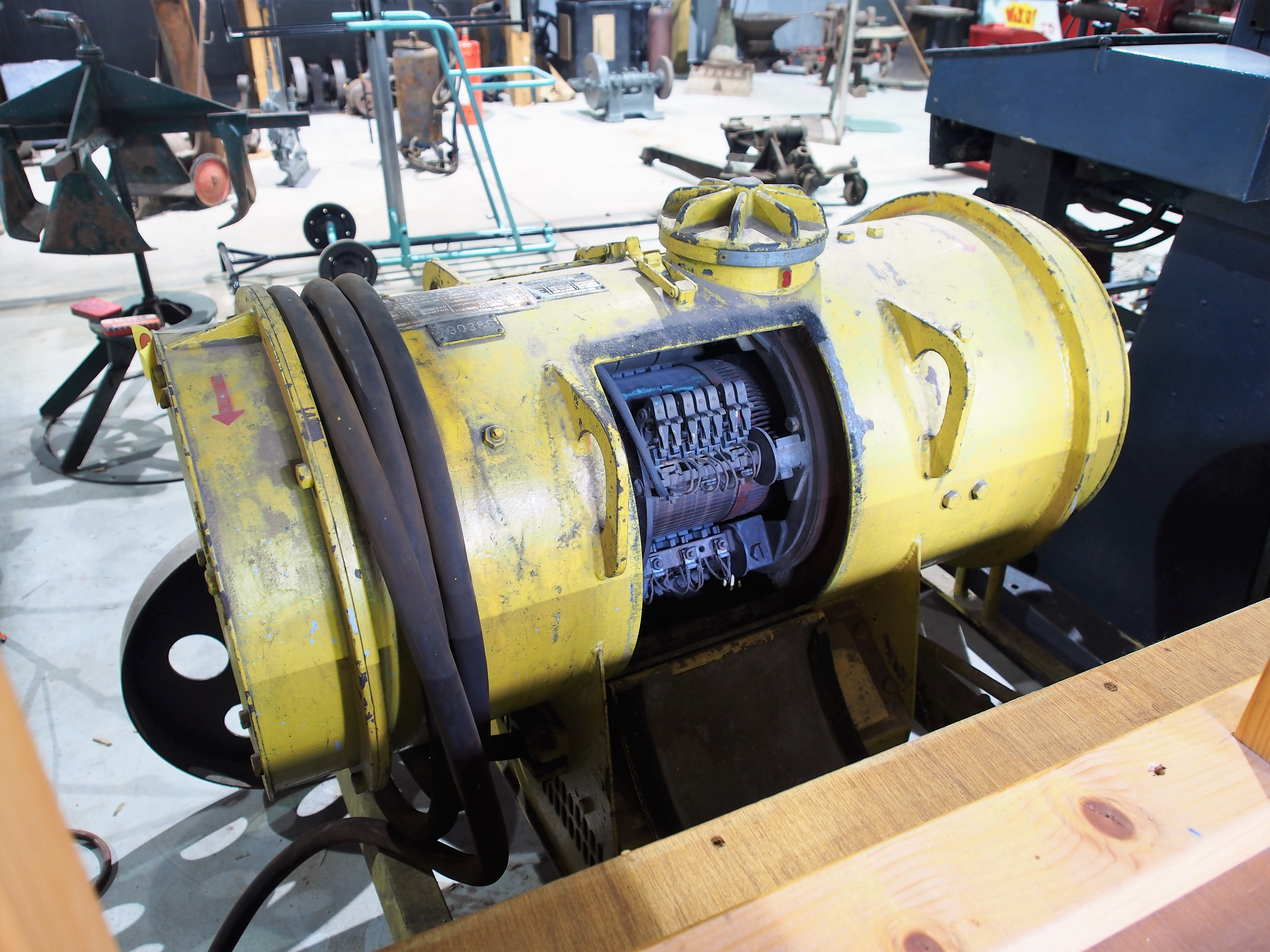
Schweißumformer

## Fabriken
Im Werk Nürnberg waren im 20. Jahrhundert in Spitzenzeiten bis zu 10.000 Mitarbeiter beschäftigt. Neben elektrischen Motoren, Kesselsaugern und Apparaten wurden unter anderem auch medizinische Geräte hergestellt. Das Werk wurde in den 1960er Jahren in das Nürnberger Maschinen-Apparate-Werk (NMA) und in das Nürnberger Zählerwerk (NZ) aufgeteilt.
In München nahm Siemens-Schuckert 1958 den Betrieb im Apparatewerk München-Nord am Frankfurter Ring auf.
Eine russische Niederlassung hatte ihren Sitz in Sankt Petersburg.